# Dinoponera lucida
Dinoponera lucida är en myrart som beskrevs av Carlo Emery 1901. Dinoponera lucida ingår i släktet Dinoponera och familjen myror. Inga underarter finns listade i Catalogue of Life.

## Bildgalleri

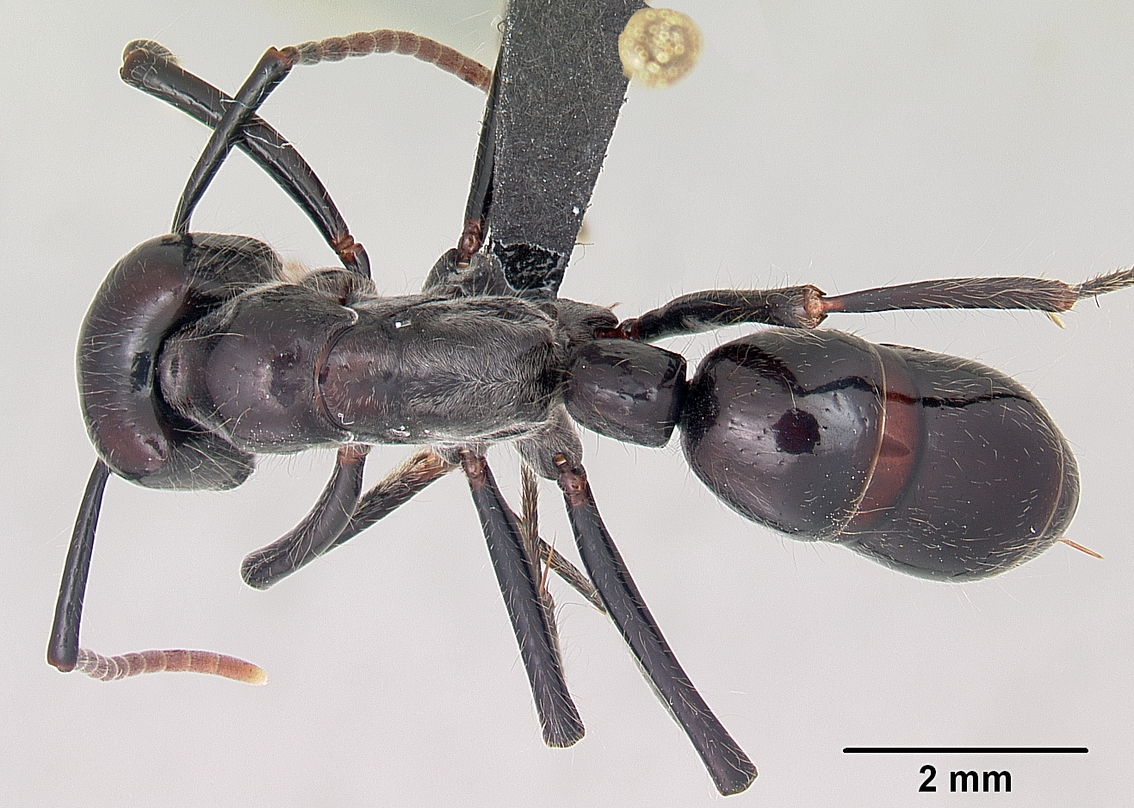
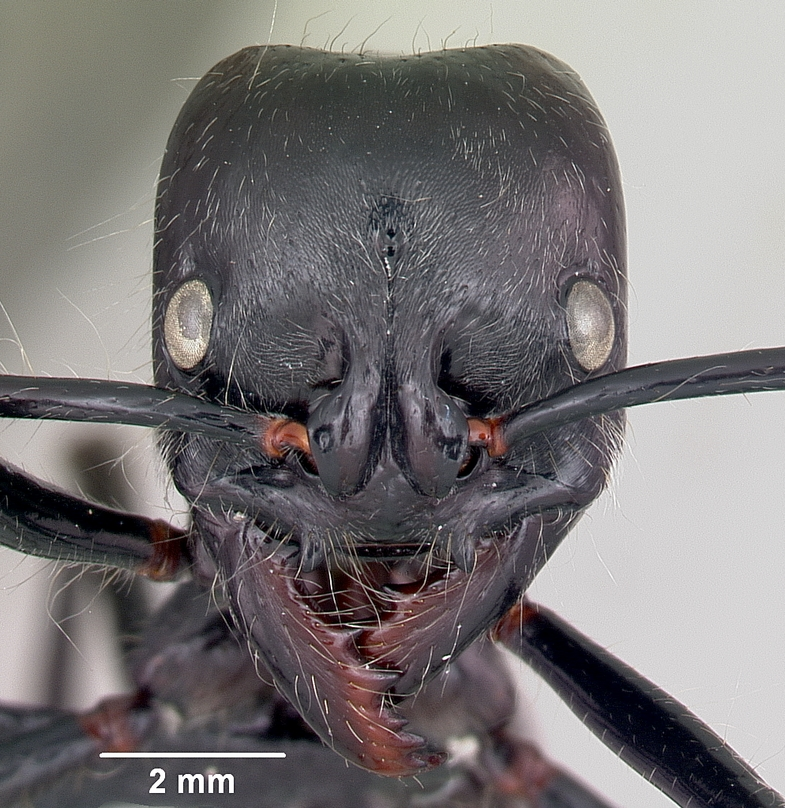
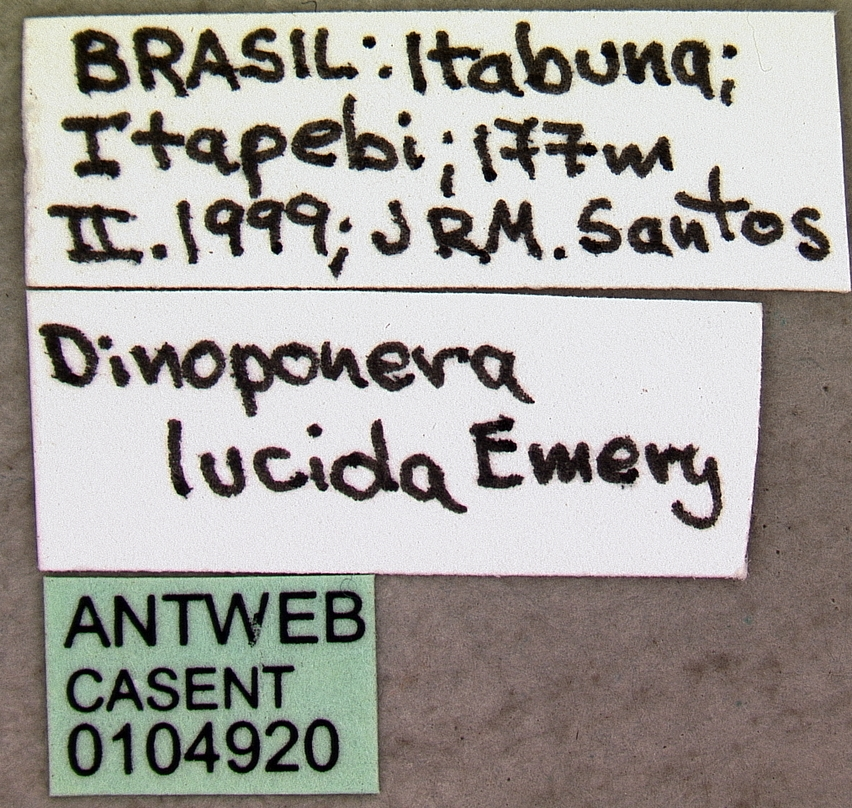
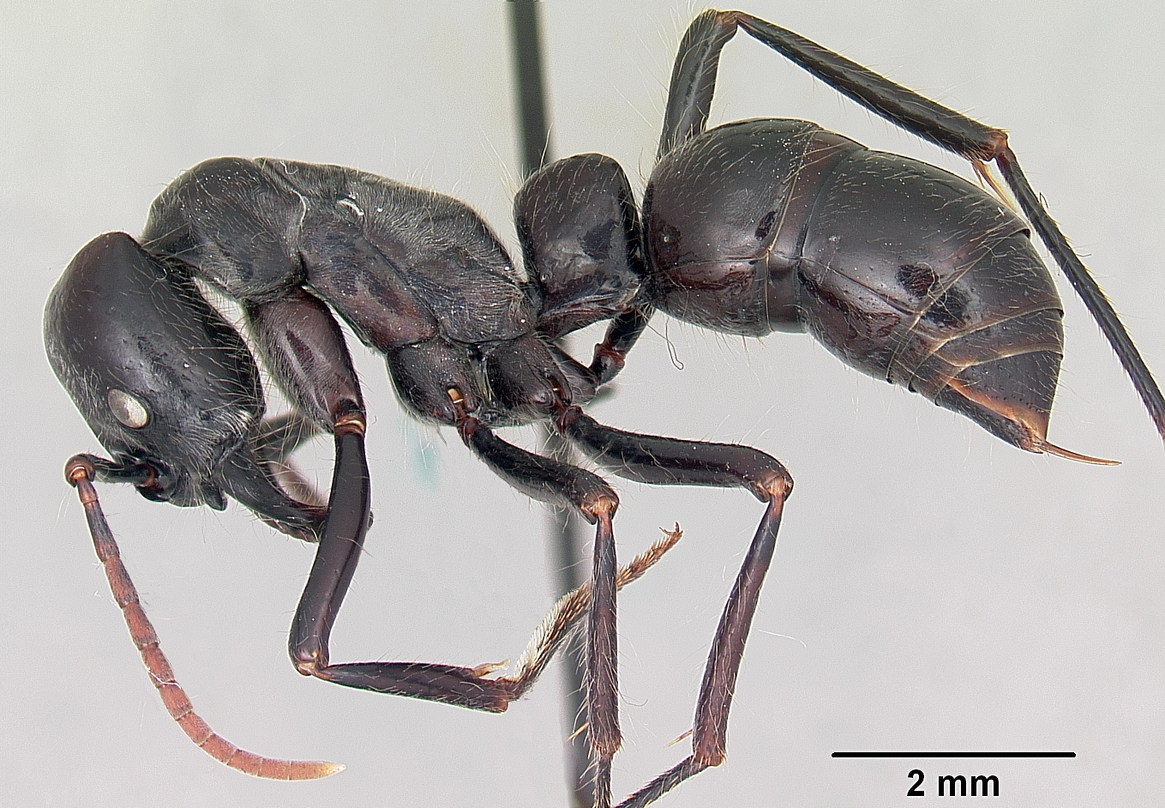